# 艾希施泰特
艾希施泰特（德語：Eichstätt，發音：[ˈaɪçʃtɛt] ⓘ）是德国巴伐利亚州上巴伐利亚行政区艾希施泰特县的城市，也是艾希施泰特县的县治，面积47.78平方千米，2023年12月31日人口为13,867人。艾希施泰特-英戈尔施塔特天主教大学位于该市，